# Simona Spiridon
Simona Spiridon (Románia, Románvásár, 1980. február 1. –) a Győri Audi ETO KC korábbi játékosa, jelenleg az orosz Zvezda Zvenyigorod beállósa. 2004-ben szerzett osztrák állampolgárságot, azóta az osztrák női kézilabda-válogatottat erősíti.